# Ludwig von Hammerstein-Loxten (General)

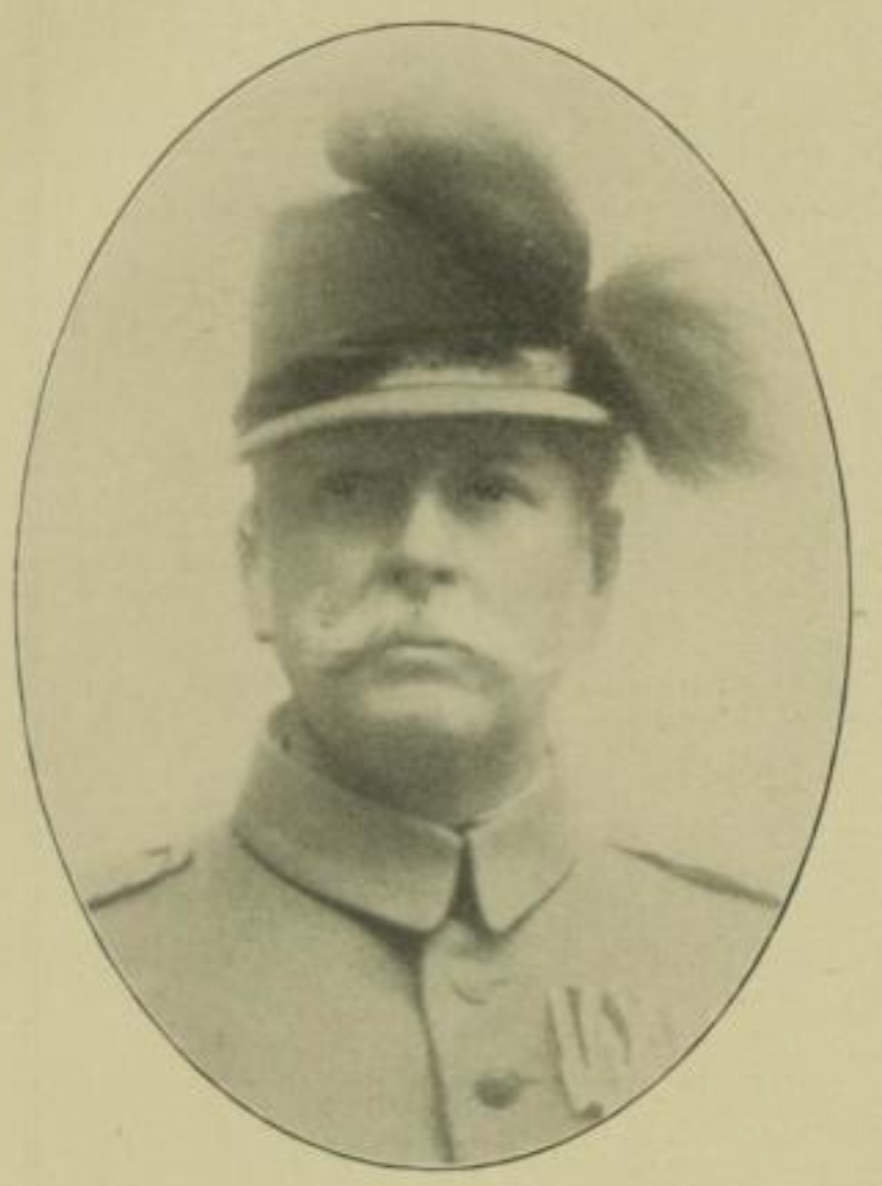
Ludwig von Hammerstein-Loxten

Ludwig Friedrich Freiherr von Hammerstein-Loxten (* 16. Juni 1853 in Bardowick; † 20. Mai 1928 in Dresden) war ein sächsischer Generalmajor.

## Leben
Ludwig von Hammerstein-Loxten wurde am 9. Dezember 1873 zum Fähnrich beim Schützen-(Füsilier-)Regiment „Prinz Georg“ (Königlich Sächsisches) Nr. 108 unter dem damaligen Regimentskommandeur Oberst Ludwig von Hausen ernannt. Am 16. November 1874 avancierte er zum Leutnant und durchlief in den nächsten Jahren eine typische militärische Laufbahn, wurde am 1. April 1881 zum Oberleutnant und am 1. April 1887 zum Hauptmann und Kompaniechef beim 10. Infanterie-Regiment Nr. 134 in Leipzig befördert. Er wurde am 22. September 1897 zum Major befördert und im nächsten Jahr zum Bataillonskommandeur des 3. Bataillons im 8. Infanterie-Regiment „Prinz Johann Georg“ Nr. 107 ernannt. Nach mehrjähriger Dienstzeit wurde er unter Beförderung zum Oberstleutnant am 19. April 1901 zum etatsmäßigen Stabsoffizier beim 9. Infanterie-Regiment Nr. 133 ernannt. Am 22. August 1902 wurde er unter Genehmigung seines Abschiedsgesuches zur Disposition gestellt. Einige Jahre später, am 31. August 1909, wurde er mit dem Charakter eines Oberst ausgezeichnet.
Nach Ausbruch des Ersten Weltkrieges wurde Oberst von Hammerstein-Loxten reaktiviert und im Jahr 1916 zum ersten Regimentskommandeur des neuerrichteten Infanterie-Regiment Nr. 415 ernannt, welches hauptsächlich zum Küstenschutz verwendet wurde. Schon im September des Jahres kehrte er zwecks anderer Verwendung in die Heimat zurück und wurde durch den Oberstleutnant Karl Thilo-Schade ersetzt. Zuletzt diente er als Brigadekommandeur der 415.-Infanterie-Brigade und schied als Generalmajor aus dem aktiven Heeresdienst aus.

## Familie
Seine Eltern waren Hermine Schmidt und Ludwig Freiherr von Hammerstein-Loxten, Senior des Domstifts Bardowick. Er ist erst nach dem Tod des Vaters posthumus geboren. Ludwig hatte Brüder, Hans, kgl. säschs. Oberst, und Rudolf, ebenfalls Oberst in Sachsen. Seine eigene Familie gründete Hammerstein mit Margarethe Schultze, Fabrikantentochter, Sohn Arno, Dr. phil, Diplom-Landwirt, Hauptmann, verheiratet mit Gerta Freiin von Düring, Enkeltochter Barbara.